# Marc Fabi Ambust (cònsol)
Marc Fabi Ambust (en llatí: Marcus Fabius N. F. M. N. Ambustus) va ser un magistrat romà. Era fill de Numeri Fabi Ambust.
Va ser elegit cònsol de Roma l'any 360 aC i va dirigir la guerra contra els hèrnics, als que va sotmetre, i va obtenir una ovació. Va ser altre cop cònsol el 356 aC i va dirigir la guerra contra els faliscs i els tarquinis, que també va derrotar i sotmetre. Estava absent de Roma quant es van fer els comicis i el Senat no els va voler encarregar al seu col·lega, que havia anomenat un dictador plebeu i menys encara al mateix dictador, i va nomenar un interrex per fer els comicis. Els patricis volien assegurar ambdós llocs consulars a la seva ordre, cosa que Ambust es va assegurar de què passés quan va retornar a Roma. Va sernomenat onzè interrex i va declarar a dos patricis cònsols, violant la llei Licínia. El 354 aC va ser altre cop cònsol i va conquerir el país del tiburtins i va obtenir el triomf. El 351 aC el senat el va nomenar dictador per frustrar la llei Licínia altre cop als comicis, però no ho va aconseguir. Encara vivia el 325 aC quant el seu fill Quint Fabi Màxim Rul·lià, va fugir de Roma per evitar la venjança del dictador Papiri, i el pare va intercedir al seu favor.